# Gora Bol’shakova
Gora Bol’shakova (englische Transkription von russisch Гора Большакова Gora Bolschakowa) ist ein Nunatak im ostantarktischen Coatsland. In der Shackleton Range ragt er unmittelbar nördlich des Maclaren-Monolithen und westlich des Schimper-Gletschers im Zentrum der Herbert Mountains auf.
Russische Wissenschaftler benannten ihn. Der weitere Benennungshintergrund ist nicht hinterlegt.